# Minami-karamete Rock
Der Minami-karamete Rock (japanisch 南からめて岩 Minami-karamete-iwa, deutsch ‚Südlicher Hintertürfelsen‘) ist ein Felsvorsprung an der Prinz-Harald-Küste im ostantarktischen Königin-Maud-Land. Am Ostufer der Riiser-Larsen-Halbinsel ragt er 17,5 km südlich des Kita-karamete Rock auf.
Die Benennung erfolgte 1972 durch das Hauptquartier der japanischen Antarktisforschung nach Erkundungen des Gebiets durch japanische Forscher. Das US-amerikanische Advisory Committee on Antarctic Names übertrug diese Benennung 1975 in einer Teilübersetzung ins Englische.